# Tintin in zlata runa
Tintin in zlata runa (francosko 'Tintin et le Mystère de La Toison d'or'), je francoski igrani film izdan 6. decembra 1961. Film vključuje liki iz Tintina in njegovih pustolovščin, serije stripov, belgijskega karikaturista Hergéja. V filmu, z izvirno zgodbo, nastopajo igralci, ki predstavljajo junake iz stripov.
Film je postavljen v Turčiji in Grčiji z glavnima junakoma Tintinom in kapitanom Haddockom, ki iščeta zaklad, potem ko sta podedovala ladjo z imenom Zlata runa. Sledilo je manj uspešno nadaljevanje filma z naslovom Tintin in modra pomaranča.

## Zgodba
Kapitan Haddock (Georges Wilson) izve, da je stari ladjar Paparanik umrl in mu zapustil ladjo Zlato runo. Tintin (Jean-Pierre Talbot), Švrk in kapitan odpotujejo v Istanbul in naposled najdejo le staro tovorno ladjo v razpadlem stanju. Na krovu se srečajo z ladijskim kuharjem Kodionom in Paparanikovim hišnim papagajem Romulusom. K njima prispe poslovnež po imenu Anton Karabin (Demetrios Mirat) in trdi, da je stari Paparanikov prijatelj, ki želi iz "sentimentalnih" razlogov kupiti ladjo. Ttoda ogromni znesek, ki ga ponudi postane sumljiv Tintinu in po njegovem nasvetu Haddock vzame nekaj časa za premislek o nakupu.
Med bivanjem v Istanbulu preživita več poskusov umora, zaradi česar se, odločen, da bo ugotovil kaj se dogaja, Haddock odloči, da bo ladjo obdržal. Ena od želja Paparanika je bila, da bosta ob prevzemu ladje izpolnila tudi njene trenutne obveznosti, zato po najemu treh članov posadke - Angorapulosa, Atile in Jefima odpotujejo v Atene, da bodo dostavili tovor. Med potovanjem Tintin zasači Angorapulosa (Marcel Bozzuffi), ko ta brska po Paparanikovih listih. Po kratkem dvoboju juda je premagan in zaprt v ječo, a pobegne z ukradenim rešilnim čolnom.
V Atenah se Tintin in Haddock odpravita k prodajalcu preprog Midasu Paposu (Darío Moreno), za katerega se izkaže, da je še eden od Paparanikovih starih sopotnikov. Medtem ko je navdan z žalostjo, zaradi smrti svojega prijatelja, ga skozi okno ustreli moški, preden lahko pove kakšno informacijo. Tintin in Haddock sta bila ob prihodu policije aretirana, a hitro izpuščena po prihodu policistov Petka v Svetka in po Paposuvi besedi, ki je živ in okreva v bolnišnici.
Tintin najde star časopisni članek, ki prikazuje, da so bili Paparanik, Papos, Karabin in dva neznanca v svoji mladosti pustolovci, ki so bili vpleteni v državni udar v latinskoameriški republiki Tetaragui in so oblikovali kratkotrajno vlado. Članek vključuje fotografijo petih moških.
Tintin kasneje opazi Angorapulosa v brivnici in ga spremlja do lokalnih uradov Kareksporta, ki jih vodi Karabin. Z avtomobilom ga Tintin, Švrk in Haddock zasledujejo do vasi na podeželju, kjer Angorapulos in nekateri sostorilci ugrabijo glasbenika na poroki. Preganjajo jih na motornem kolesu, nakar avto zlikovcev zgrmi s cesti in zlikovci pobegnejo peš. Potem ko rešijo žrtev ugrabitve, Skubiduviča (Dimos Starenios), je na fotografiji razkrit kot četrti moški. Trpi zaradi "izgube spomina", vendar za 1000 drahem razkrije, da gre za veliko količino zlata, in predlaga, da se Tintin in Haddock posvetujeta s petim moškim na fotografiji, Aleksandrom (Charles Vanel), ki zdaj živi v samostanu v Meteori.
Po potovanju, odkrijeta, da je nekdanji pustolovec zdaj oče Aleksander, saj se je pokoril in postal menih. Razkriva preostanek zgodbe v Tetaragui: ko so jih prisilili oditi, so odnesli veliko količino zlata iz centralne banke, kapitan Paparanik je obdržal polovico, ostali pa so razdelili preostanek. Pred odhodom oče Aleksander da Tintinu in Haddocku steklenico vina, ki mu ga je Paparanik dal med obiskom lanskega božiča, in jima naroči, naj pijeta šele po njegovi smrti. Ko Haddock pomotoma razbije steklenico, se razkrije etiketa v obliki zemljevida lokacije Paparanikovega zlata.
Tintin in Haddock se vrneta na Zlato runo, kamor je prispel profesor Trifon Sončnica, da se jima pridruži. Jefim na skrivaj črpa gorivo, da bi ladji preprečil izhod iz pristanišča, toda Tintin ga odkrije in vrže čez krov v še enem dvoboju juda. Na srečo je profesor izumil posebno tablico z imenom "Super-Cuthbertoleum", ki je v mešanici s preostalim gorivom več kot dovolj, da lahko ladja prispe na cilj, otok Thassika.
Zemljevid vključuje X, ki je tik ob obali otoka, in profesor z uporabo nihala najde lokacijo zlata. Tintin se potopi pod vodo in odkrije morsko skrinjo, napolnjeno z dolgimi, čudno oblikovanimi zlatimi palicami. Posadki Zlate rune ni uspelo skrinje spraviti iz vode, saj so jih Karabin, Angorapulos in Jefim, ki so se pritihotapili na ladjo, hitro imeli na muhi. Haddocka ujamejo v ribiško mrežo, Švrka zvežejo,Tintina pa ustrelijo in vržejo nazaj v vodo.Tovariši so zaprti v kabini, eksploziv pa je postavljen za razstrelitev ladje.
Karabin in njegovi možje odpeljejo skrinjo v svoj helikopter, ko se znajdejo pod napadom policije, vključno s Petkom in Svetkom, ki jih vodi Atila, za katerega se izkaže, da je policist pod krinko. Karabin se vkrca na helikopter, ki nenadoma vzleti; Tintin je onesposobil pilota in zdaj leti. Karabin potegne pištolo, toda Tintin ga razoroži. Pretepen, lopov izjavi, da zlata nihče ne bo dobil, odpre loputo in pusti, da skrinja pade v morje. Preostali člani tolpe se predajo policiji. Na krovu ladje se Švrk uspe rešiti vrvi in se zvrne na varovalko eksploziva, s čimer reši svoje sopotnike.
Ko je Tintin znova na krovu, profesor z nihalom vztraja, da je zlato še vedno pod njimi, kljub temu, da je skrinja pregloboko, da bi jo potegnili ven. Ob razmišljanju o besedah v Paparanovikovi oporoki Tintin odkrije barvo na ladji čudno oblikovanih ograj, in ugotovi, da so v resnici trdno zlato, prebarvano. V skrinji so bile originalne bakrene ograje in je bila le slepa sled.
Nazaj doma, v dvorani Moulinsart, iz Tetaragua pride paket, ki oznani, da se je glavni trg v prestolnici preimenoval v Paparanikov trg in Haddock pa je prejel najvišje odlikovanje, red škrlatnega geparda, kot zahvalo za vrnitev zlata. Ko se film konča, lokalna skupina pomaga, da Tintin, Švrk, Haddock, Nestor in Klodion (njihov novi kuhar) praznujejo, profesor pa prikaže svoj zadnji izum: letečo ptičjo kletko za papigo Romulusa! Konec.

## Igralska zasedba
- Jean-Pierre Talbot kot Tintin
- Georges Wilson kot kapitan Haddock
- Georges Loriot kot profesor Sončnica
- Charles Vanel kot oče Aleksander
- Darío Moreno kot Midas Papos
- Dimos Starenios kot Skubiduvič
- Ulvi Uraz kot Malik
- Marcel Bozzuffi kot Angorapulos
- Dimitris Myrat kot Karabin (kot Demetrios Mirat)
- Henri Soya kot Klodion
- Max Elloy kot Nestor
- Serge Marquand kot poštar
- Michel Thomass kot Jefim
- Dora Stratou kot Panegirist

Igralca, ki igrata Petka in Svetka, sta na koncu navedena kot "anonimna".
Švrk, pes, je napisan kot Milou, ki je njegovo prvotno francosko ime.
Marcel Bozzuffi, ki igra razbojnika Angorapulosa, je najbolj znan kot najeti morilec, ki ga zasledujejo v slovitem avtomobilskem pregonu, kjer ga ustreli Gene Hackman v filmu Francoska zveza.

## Knjižna različica
Film je bil predelan v knjigo v francoščini, angleščini, portugalščini in španščini. Za razliko od večine Tintinovih knjig, vključno z animiranim filmom Tintin in jezero morskih psov, ni v stripovski obliki, ampak je sestavljen iz napisanega besedila s fotografijami iz filma, nekaterimi v barvi, drugimi v črno-beli barvi. Dandanes je angleški prevod zelo priljubljen med zbiratelji.